# Neutrodyn modtager
En Neutrodyn modtager er en radiomodtager, der blev anvendt i radiofoniens barndom – ca. 1923-1926. Neutrodyn modtageren antages designet som en retmodtager. Modtagertypen kaldes også Hazeltines neutrodyn modtager efter (Louis Alan Hazeltine (1886-1964)).
Modtagertypens svingningskredses spoler er vinklet omkring den "magiske" vinkel 54,7° i forhold til hinanden eller lodret. Resultatet er at spolernes gensidige magnetiske påvirkning udfases.